# گرگ براف
گرگ براف (انگلیسی: Greg Brough; ۲۶ مارس ۱۹۵۱ – ۹ مارس ۲۰۱۴) شناگر اهل استرالیا بود.
وی در مسابقات کشوری و بین‌المللی در مجموع برندهٔ ۲ مدال برنز شده‌است.